# Ole Rabliås
Ole Rabliås (11. januar 1927, Nesna, Nordland - 18. januar 2013) var en norsk folkemusiker og historiker. Rabliås indsamlede folkemusik fra de indre dele af Helgeland. Gennem hans arbejde nedskrev han omkring 600 melodier. For hans arbejde modtog han Nesna kommunes kulturpris i 1993, Nordland fylkes kulturpris i 2003 samt Kongens fortjenstmedalje i sølv i 2004.